# Can Carbonell (Santa Margarida i els Monjos)
Can Carbonell és una obra eclèctica de Santa Margarida i els Monjos (Alt Penedès) inclosa a l'Inventari del Patrimoni Arquitectònic de Catalunya.

## Descripció
Edifici d'habitatges situat dintre del nucli urbà dels Monjos, al peu de la carretera N-340. Fa cantonada amb el carrer Ajuntament, té planta rectangular i consta de planta baixa, dos pisos i terrat. Ambdues façanes mostren una distribució simètrica. L'accés a l'edifici es realitza per la façana lateral, de decoració més senzilla. La façana principal, que s'obre a l'avinguda de Catalunya, presenta tres obertures per planta, amb balcó corregut al primer pis i tres balcons al segon. La construcció es corona amb cornisa i balustrada.

## Història
La construcció d'aquest edifici es va realitzar en la primera dècada del segle xx.